# Seven Arches Hotel

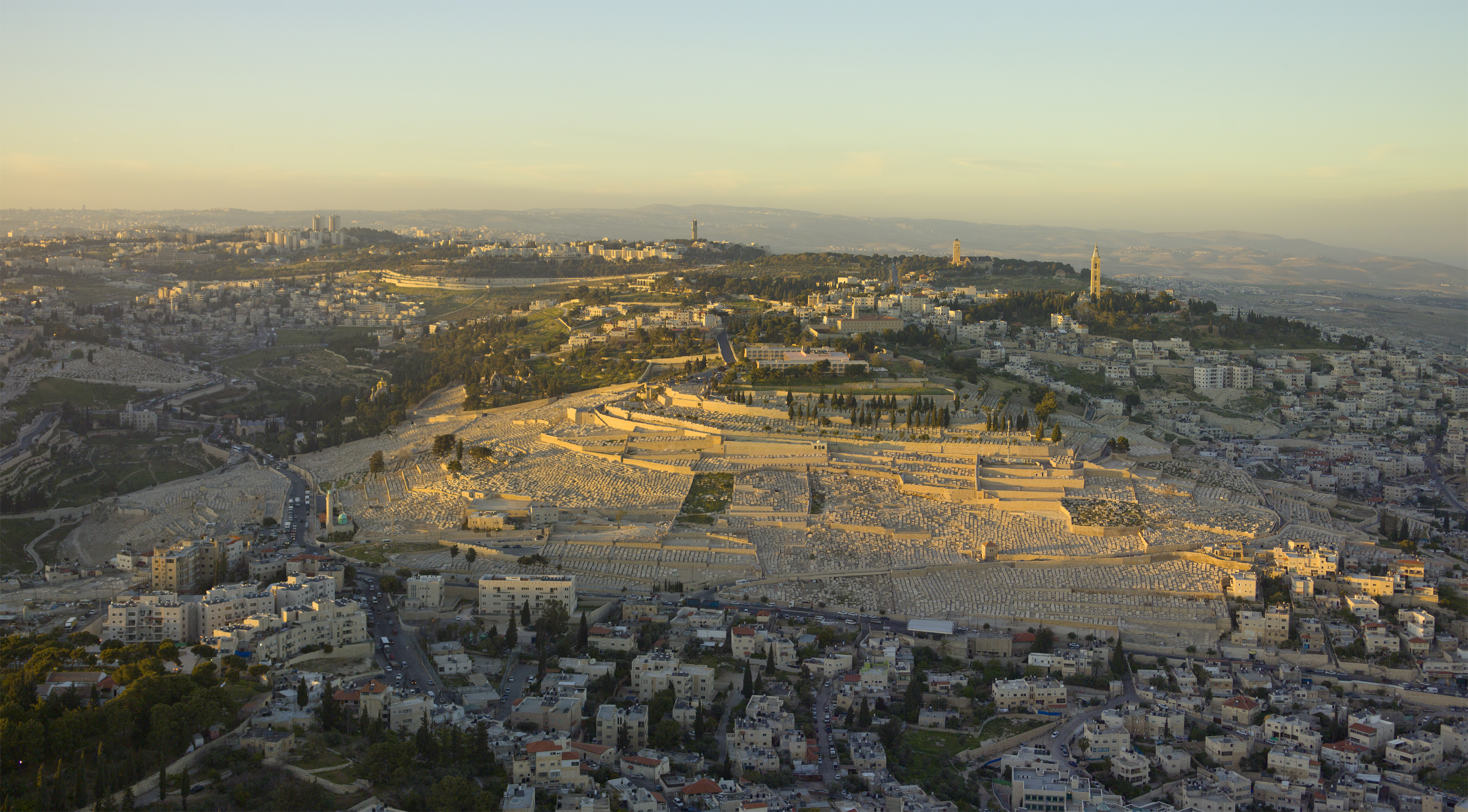
Seven Arches Hotel (Bildmitte)

Das Seven Arches Hotel (vormals Intercontinental Hotel) ist ein Hotel in Ostjerusalem, das auf einem Hügel in der Nähe der Altstadt von Jerusalem liegt. 

## Geschichte
Das Hotel befindet sich im Ostjerusalemer Stadtteil At-Tur auf dem Ölberg östlich der Altstadt von Jerusalem mit überwiegend palästinensischer Bevölkerung. Das Hotel bietet einen atemberaubenden Blick auf die Altstadt von Jerusalem, den Ölberg und das Tote Meer.

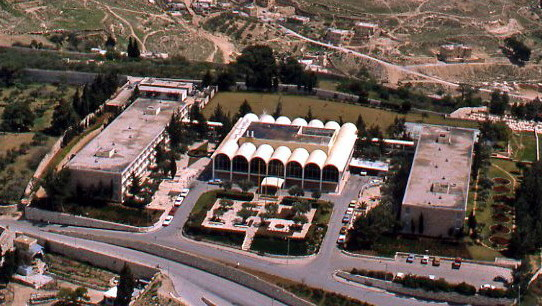
Seven Arches Hotel (früher das Intercontinental Hotel) auf dem Ölberg in Jerusalem

Das von dem amerikanischen Architekten William B. Tabler (1914–2004) im modernen Stil entworfene Hotel besteht aus einem zentralen Gebäude mit sieben Bögen und zwei durch Arkaden auf Säulen verbundenen Abschnitten. Am Fuße des Hotels befindet sich ein Innenhof mit Blick auf die Altstadt, der viele Touristen anzieht.
Das Hotel wurde 1962 erbaut und 1964 offiziell eröffnet, 2016 wurde es komplett renoviert. Das Hotel besteht aus drei separaten Gebäuden, die nördlichen und südlichen Gebäude mit den Gästezimmern und dem zentralen Gebäude mit den öffentlichen Bereichen mit dem Speisesaal.
Das Seven Arches Hotel wurde erbaut, als die Stadt unter jordanischer Verwaltung stand, und gilt trotz der israelischen Besetzung Ostjerusalems seit dem Krieg von 1967 immer noch als Eigentum der jordanischen Regierung. 1964 fand hier die Gründungssitzung des Palästinensischen Nationalrats (PNC) statt, bei der eine Palästinensische Nationalcharta verabschiedet und die PLO (Palästinensische Befreiungsorganisation) gegründet wurde.
Heute dient es hauptsächlich als Herberge für Pilger und für Veranstaltungen aller Art. Nach der Besetzung Ostjerusalems 1967 übernahm die israelische Armee das Hotel und das Gebäude unterliegt seitdem dem Absentee Property Law. 
In der islamischen Eschatologie muss die Brücke As-Sirāt von den Verstorbenen überquert werden, um in die Dschanna (Paradies) zu gelangen, sie soll nach einigen Traditionen den Tempelberg in Jerusalem mit dem Ölberg verbinden und sieben Bögen umfassen.

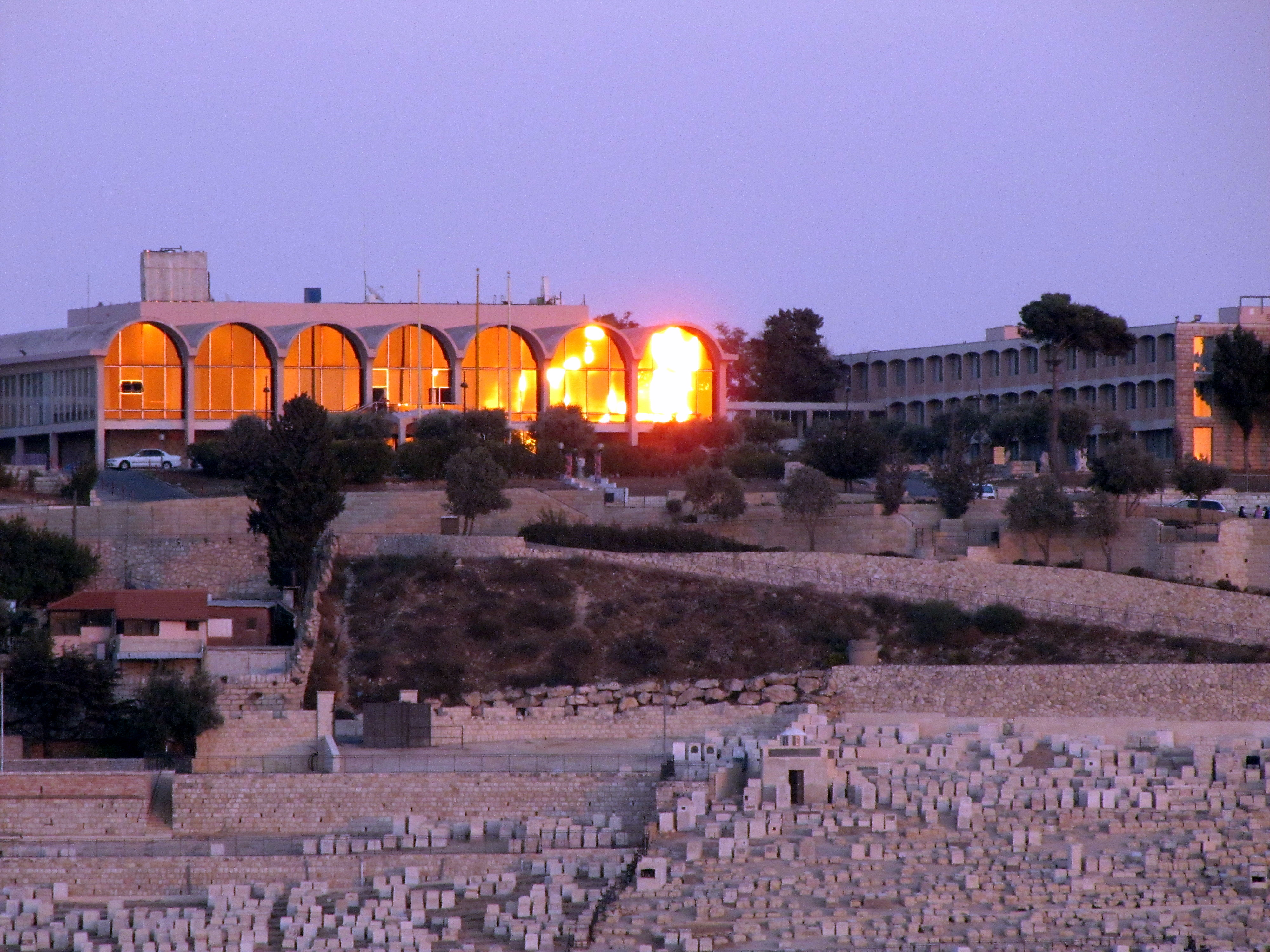
Seven Arches Hotel auf dem Ölberg

Die Autorin Myriam Miller merkt zum Bau des ehemaligen Intercontinental Hotels (heute das Seven Arches Hotel) an, dass es absichtlich über einem Teil der alten Begräbnisstätte errichtet wurde,

und eine Straße, die dorthin führte, führte über Hunderte weitere Gräber, viele davon aus der Zeit des Ersten Tempels. Grabsteine und historische Denkmäler wurden zum Pflastern verwendet, Knochen wurden auf dem Boden verstreut und zertrampelt.